# 1-Butyl-3-methylimidazoliumhexafluorophosphat
1-Butyl-3-methylimidazoliumhexafluorophosphat ist eine ionische Flüssigkeit (auch: ionic liquid oder Flüssigsalz), also ein Salz, dessen Schmelzpunkt unter 100 °C liegt.

## Eigenschaften
Mit einem Schmelzpunkt von 12 °C handelt es sich bei 1-Butyl-3-methylimidazoliumhexafluorophosphat um eine Raumtemperatur-ionische Flüssigkeit (RTIL). Als polare, hydrophobe Flüssigkeit wird es, wie viele ionische Flüssigkeiten, als Lösungsmittel in der Synthese eingesetzt.

## Darstellung
1-Butyl-3-methylimidazoliumhexafluorophosphat kann durch eine Anionenmetathese ausgehend von 1-Butyl-3-methylimidazoliumchlorid und einem Hexafluorophosphat-Salz gewonnen werden.

## Verwendung
Als Lösungsmittel kann 1-Butyl-3-methylimidazoliumhexafluorophosphat in einer Vielzahl von Reaktionen eingesetzt werden, wie zum Beispiel der Prins-Reaktion, der Synthese von Binaphtholen und Heterocyclen. Außerdem wird an der CO2-Speicherung und elektrochemischen CO2-Reduktion geforscht.